# Haematopota kerri
Haematopota kerri är en tvåvingeart som beskrevs av Stone och Philip 1974. Haematopota kerri ingår i släktet Haematopota och familjen bromsar.
Artens utbredningsområde är Laos. Inga underarter finns listade i Catalogue of Life.